# Cleistocactus ayopayanus
Cleistocactus ayopayanus es una especie de planta suculenta perteneciente al género Cleistocactus, dentro de la familia Cactaceae. Es endémica de Bolivia y actualmente se le considera sinónimo de Cleistocactus buchtienii.

## Descripción
Cleistocactus ayopayanus es una especie de cactus que tiene un hábito de crecimiento erguido y columnar, alcanzando alturas de 1 a 1,5 m y diámetros de hasta 3,5 cm.   
Los tallos presentan hasta 15 costillas, sobre las que se asientan areolas que están relativamente juntas. En ellas encontramos de 13 a 16 espinas amarillas de entre 1,2 y 4 cm de largo que no se pueden distinguir entre centrales y radiales.  
La flor es tubular, de color rojo y crece hasta 4 cm de largo. El fruto es redondo, de color rojo pálido y de 0,8 a 1,1 cm de diámetro.

## Distribución y hábitat
El área de distribución nativa de esta especie es Bolivia y crece principalmente en biomas desérticos o de matorrales secos, a altitudes de 2.300 a 3.600 m sobre el nivel del mar.

## Taxonomía
Cleistocactus ayopayanus fue descrita por el botánico boliviano Martín Cárdenas Hermosa y publicada por primera vez en la revista científica Cactus and Succulent Journal (Los Ángeles) 28: 58 en el año 1956.
Etimología
- Cleistocactus: nombre genérico que deriva de la combinación de la palabra griega kleistos (que significa cerrado), y cactus (término latino que alude a las plantas del género Cactaceae), haciendo referencias a que son "cactus con flores cerradas", ya que en algunas especies apenas se abren y parecen estar cerradas.
- ayopayanus: epíteto geográfico que hace referencia a Ayopaya (Bolivia), lugar donde se descubrió la especie. [4]

## Usos
Se cultiva principalmente como planta ornamental y su propagación se realiza a través de esquejes o semillas.